# Justin Fashanu
Justinus Soni Fashanu (* 19. Februar 1961 in London; † 2. Mai 1998 in Shoreditch) war ein englischer Fußballspieler. 1990 hatte er in der Presse sein Coming-out und war damit der erste Fußballprofi, der dies während seiner professionellen Spielertätigkeit tat.

## Leben
Fashanu wurde als Sohn eines nigerianischen Rechtsanwalts geboren. Zuerst spielte er im Under 21-Team und erhielt 1979 bei Norwich City seinen ersten Vertrag als Profifußballspieler. Beim Wechsel zu Nottingham Forest erzielte er 1981 als erster Spieler mit schwarzer Hautfarbe eine Ablöse von über einer Million Pfund.
Fashanu erbrachte beim neuen Verein nicht die erwartete Leistung. Sein Trainer Brian Clough holte Erkundigungen über das Privatleben seines Schützlings ein und erfuhr, dass Fashanu regelmäßig in der Schwulenszene von Nottingham verkehrte. Der Trainer verunglimpfte Fashanu vor versammelter Mannschaft als „verdammte Schwuchtel“. In seiner Autobiographie schrieb der Trainer später: „Im Nachhinein glaube ich nicht, dass es falsch war, ihn auf seine sexuelle Orientierung anzusprechen. Aber ich hätte es im privaten Rahmen tun sollen.“ Der Konfrontationskurs des Trainers machte die Sache schlimmer, und die sportlichen Leistungen verschlechterten sich weiter. Zu den damals noch üblichen rassistischen Beschimpfungen von den Zuschauerrängen kamen jetzt noch homophobe Beschimpfungen. Seinem Freund Peter Tatchell, den er 1981 im Heaven-Club kennengelernt hatte, vertraute er an: „Von Clough bekomme ich weder Respekt noch Unterstützung.“ Aus Verzweiflung verkündete Fashanu seinem Trainer, bald heiraten zu wollen, was diesen aber kaum beeindruckte: Der Trainer fragte, wo Fashanu denn Fleisch und Brot kaufe, worauf dieser auf Fleischer und Bäcker verwies. Darauf sagte Clough: „Und warum gehst du dann immer noch in diesen verdammten Schwuchtel-Club?“ Fashanu trat einer christlichen Sekte bei und versuchte erfolglos, seine Homosexualität zu unterdrücken. Ein religiöser Guru folgte ihm auf Schritt und Tritt, und zusätzlich hatte er einen privaten Masseur. Als er mit diesen auch zum Training erschien, forderte Clough ihn auf, zu gehen. Selbst nach einem Tritt weigerte sich Fashanu, der Aufforderung zu folgen, worauf zwei Polizisten auf dem Platz erschienen und ihn abführten.
In den eineinhalb Jahren hatte er in 32 Spielen nur drei Tore erzielt und wurde an einen anderen Klub verkauft. Fashanus sportliche Karriere erholte sich davon nicht mehr; er spielte bei einer Reihe von Vereinen, zog sich 1983 eine schlecht heilende Knieverletzung zu, versuchte sich ab 1985 auch in den USA und Kanada als Spieler und Trainer und betrieb parallel eine Schwulenbar.
1989 kehrte er nach Großbritannien zurück. Nachdem er schon länger immer wieder mit dem Gedanken gespielt hatte sich zu outen, wurde der Suizid eines jungen Freundes, der von seinen Eltern wegen seiner Homosexualität vor die Tür gesetzt worden war, zum Auslöser, es in die Tat umzusetzen. Von der Boulevardzeitung The Sun wurden ihm 80.000 Pfund geboten, sein Bruder bot ihm dieselbe Summe, wenn er es nicht machen würde. Im Oktober 1990 titelte die Sun schließlich „I am gay!“. Es folgten Auftritte in Talkshows und Skandalgeschichten in der Presse, wo er zum Beispiel behauptete, auch Liebhaber unter den Tory-Angehörigen des House of Commons gehabt zu haben. Vier Jahre später wurde er vom Gericht gezwungen, diese Behauptung zurückzunehmen. Er gab zu, dies frei erfunden zu haben, um den Preis für die Geschichte in die Höhe zu treiben. Aus der schwarzen Community schlug ihm nach seinem Coming-out eine Welle von Unverständnis und Verachtung entgegen. Sein Bruder bezeichnete ihn in einem Zeitungsinterview als „Ausgestoßenen“.
Nach erneuter Übersiedlung in die USA, wo er als Jugendtrainer arbeitete, wurde Fashanu am 25. März 1998 von einem 17 Jahre alten Jungen aus Maryland beschuldigt, ihn im betrunkenen Zustand vergewaltigt zu haben. Fashanu wurde verhört, nicht in Gewahrsam genommen, jedoch von der Presse vorverurteilt. Er tauchte unter und kehrte nach Großbritannien zurück. Dort hörte er, dass er per internationalem Haftbefehl gesucht werde, und erhängte sich in einer Garage. Monate nach seinem Tod wurde sein Abschiedsbrief in einer BBC-Dokumentation veröffentlicht:

„Wenn irgend jemand diese Notiz findet, bin ich hoffentlich nicht mehr da. Schwul und eine Person des öffentlichen Lebens zu sein, ist hart. Ich will sagen, dass ich den Jungen nicht vergewaltigt habe. Er hatte bereitwillig Sex mit mir, doch am nächsten Tag verlangte er Geld. Als ich nein sagte, sagte er: ‚Warte nur ab!‘ Wenn das so ist, höre ich euch sagen, warum bin ich dann weggerannt? Nun, nicht immer ist die Justiz gerecht. Ich fühlte, dass ich wegen meiner Homosexualität kein faires Verfahren bekommen würde. Ihr wisst, wie das ist, wenn man in Panik gerät. Bevor ich meinen Freunden und meiner Familie weiteres Unglück zufüge, will ich lieber sterben.“

In seiner Biographie räumt Brian Clough Jahre später ein, dass er sich am Tod von Fashanu mitschuldig fühlt:

“I had a responsibility towards him because he was under my jurisdiction as the manager of the club, and I gave him nothing”

„Ich war für ihn verantwortlich, denn er fiel in meinen Zuständigkeitsbereich als Trainer, aber ich habe ihm nicht geholfen“

Fashanu wurde 2020 in die English Football Hall of Fame aufgenommen.